# ميخائيل ماركس (مبارز بالسيف)
ميخائيل ماركس (بالإنجليزية: Michael Marx) هو مبارز بالسيف أمريكي، ولد في 7 يوليو 1958 في بورتلاند في الولايات المتحدة.

## وصلات خارجية
- ميخائيل ماركس على موقع أوليمبيديا (الإنجليزية)